# Grün (Zeitschrift)
Grün. Das Gartenmagazin war eine Gartenzeitschrift, die 1970 als Ergebnis einer Reihe von Zusammenschlüssen kleinerer Gartenzeitschriften entstanden war und bis 1974 bestand. Sie wurde vom Pfälzischen Verband der Obst- und Gartenbauvereine und dem Landesverband Saar des Deutschen Siedlerbundes herausgegeben, denen sie auch als Mitteilungsorgan diente, und erschien in der Deutschen Verlags-Anstalt.
Grün entstand aus der Vereinigung der Zeitschriften Gartenpost und Pflanze und Garten, in denen kurz zuvor kleinere Zeitschriften wie Siedler und Kleingärtner, Der Gartenfreund oder Der Gartenbau aufgegangen waren. Die verkaufte Auflage von Grün steigerte sich zwar von anfangs rund 20.000 auf schließlich etwa 100.000 Exemplare, dennoch wurde die Zeitschrift an den Burda-Verlag veräußert, der sie in Mein schöner Garten aufgehen ließ. Mein schöner Garten verlor dadurch seinen wichtigsten Konkurrenten und konnte zur auflagenstärksten deutschen Gartenzeitschrift aufsteigen.